# R-klass (patrullbåt)
R-klass var en fartygsklass om fem stora patrullbåtar i den finländska marinen som tillhörde den Bevakningsflottiljen. Dessa fartyg användes för havsbevakning och ubåtsjakt. De togs bort från den finländska marinens listor på 1990-talet för att ge plats för Rauma-klassens robotbåtar, men de kom fortsättningsvis att beundras i den finländska marinen.

## Egenskaper
R-klassens patrullbåtar var i princip osänkbara. Deras största möjliga slagsida var 115 grader. Fartyget kunde därmed slå runt och ändå komma tillbaka på rätt köl.
De tre senare var lite större och därför kan man ibland se beteckningarna Rihtniemi-klassen och Ruissalo-klassen. R-klassen var dock den benämning som användes i den finländska marinen för alla fem fartyg.
R-klassens patrullbåtar tillverkades för att kunna fungera som skärgårdsminsvepare. I slutet på 1960-talet omändrades fartygen till patrullbåtar och överfördes till Bevakningsflottiljen.

## Fartyg av klassen
| Fartyg    | Skeppsnummer | Beställd  | Sjösatt | I tjänst          |
| --------- | ------------ | --------- | ------- | ----------------- |
| Rymättylä | 51           | juli 1955 | 1956    | 20 maj 1957       |
| Rihtniemi | 52           | juli 1955 | 1956    | 21 februari 1957  |
| Ruissalo  | 53           | -         | -       | 11 augusti 1959   |
| Raisio    | 54           | -         | -       | 12 september 1959 |
| Röyttä    | 55           | -         | -       | 14 oktober 1959   |

### Röyttä
Den sista R-klassens patrullbåt, Röyttä har sedan år 2000 var i tjänst hos den Blåa reserven som ett skolfartyg. Röyttä kan åses vid salutorget eller vid Sveaborgsbryggan vid Sjöstridskrafternas övningar eller vid försvarsmaktens festligheter.
Röyttä blev grundrenoverad 1980 och på nytt år 2000, när den överfördes till den Blåa reserven. Fartyget fick en skada, vartefter försäkringsbolaget inlöste den och sålde den vidare.
Röyttäs namn är nu ändrat till Vartiovene 55 och den ägs av en privat äventyrsfirma i Tammerfors.